# 甲酸
甲酸（英語：Methanoic acid），化學式為HCOOH（或寫作CH2O2）。由於螞蟻和蜜蜂等膜翅目昆蟲的分泌液中含有甲酸，早期人們以蒸餾蚂蚁制得，故更常見其別名蟻酸（英語：Formic acid，來自拉丁語 formica，意即：“蚂蚁”）。甲酸無色而有刺激气味，易溶於水，且有腐蚀性，人類皮膚接触后会起泡红腫。熔点8.4℃，沸点 100.8℃。由于甲酸的结构特殊，它的一个氢原子和羧基直接相连。也可看做是一个羟基甲醛。因此甲酸同时具有酸和醛的性质。在化学工业中，甲酸被用于橡胶、医药、染料、皮革各種工业。

## 性质
甲酸與水和大多数的极性有机溶剂混溶，在烃中也有一定的溶解性。在烃中及气态下， 甲酸以通过以氢键结合的二聚体形态出现。在气态下，氢键导致甲酸气体与理想气体状态方程之间存在较大的偏差。液态和固态的甲酸由连续不断的通过氢键结合的甲酸分子组成。
甲酸具有与大多数其他羧酸相同的性质，尽管在通常情况下甲酸不会生成酰氯或者酸酐。直到不久以前，所有试图将甲酸转化成这些衍生物的尝试都以产物一氧化碳告终。甲酸酐可由甲酰氟和甲酸钠在零下78摄氏度反应得到。甲酰氯可由将氯化氢气体通过零下60度1-甲酰基咪唑的一氯甲烷溶液得到。甲酸脫水分解为一氧化碳和水。甲酸具備醛基，具有和醛类似的还原性，它能发生银镜反应，把银氨络离子中的银离子还原成金属银，而自己被氧化成二氧化碳和水：
HCOOH + 2AgOH → 2Ag + 2H2O + CO2
甲酸是唯一能和烯烃进行加成反应的羧酸。甲酸在酸的作用下（如硫酸，氢氟酸），和烯烃迅速反应生成甲酸酯。但是类似于Koch反应的副反应也会发生，产物是更高级的羧酸。
大多数的甲酸盐溶于水。

## 制备
制备其他化学药品（尤其是乙酸）的过程中，大量的甲酸作为副产物被生产出来。 然而这样的制备远远的不能满足目前对甲酸的需要，所以有些甲酸被直接生产。
在强碱作用下，甲醇和一氧化碳反应生成甲酸甲酯：
CH3OH + CO → HCOOCH3
在工业生产中， 此反应在液态和加压的状态下进行。 典型的反应条件为80摄氏度和40个大气压。广泛使用的碱为甲醇钠。水解甲酸甲酯得到甲酸。 
HCOOCH3 + H2O → HCOOH + CH3OH
水解甲酸甲酯需要大量的水来保证反应顺利进行。 有些生产商使用一种间接的水解途径, 即先将甲酸甲酯和氨反应产生甲酰胺，然后用硫酸水解甲酰胺得到甲酸：
HCOOCH3 + NH3 → HCONH2 + CH3OH
2HCONH2 + 2H2O + H2SO4 → 2HCOOH + (NH4)2SO4
这种技术有其自身缺点，尤其是在对副产物硫酸铵的处理上。有些生产商最近发展了一类节能的方法，即将甲酸从直接水解的大量水溶液中提取出来。在其中一种方法（由巴斯夫所使用）中，甲酸在有机碱的作用下由湿法萃取得到。
在实验室制备中，甲酸可由在无水丙三醇中加热草酸，然后蒸汽蒸馏得到。另外一种制备方法（必须要在通风橱中进行）是在盐酸作用下的异丙腈的水解。
C2H5NC + 2H2O → C2H5NH2 + HCOOH
异丙腈的制备由乙胺和氯仿反应获得。（异丙腈过于令人不快的气味使此反应必须在通风橱中进行。）

## 安全

安全标志

| 浓度 （质量） | 分级      | 警示标准词 |
| ------------- | --------- | ---------- |
| 2%–10%        | 刺激 (Xi) | R36/38     |
| 10%–90%       | 腐蚀 (C)  | R34        |
| >90%          | 腐蚀 (C)  | R10, R35   |

## 化学性质
甲酸具有羧酸的通性。但甲酸同时具有一个醛基，这使它可以被进一步氧化：
2HCOOH + O
2 → 2CO
2 + 2H
2O
甲酸在浓硫酸或氧化铝催化下加热脱水生成一氧化碳，这是实验室制取纯净一氧化碳的方法。
HCOOH → CO + H
2O （在浓硫酸催化下加热）
甲酸也能在氧化锌或高锰酸钾催化下，进行脱氢反应：
HCOOH → CO
2 + H
2

## 毒性
甲酸对人体的毒性除了刺激黏膜还会抑制线粒体中的细胞色素c氧化酶活性，导致呼吸链中断，代谢产物堆积，细胞坏死。